# حبيل الخضالل (حبيل جبر)

تعديل مصدري - تعديل

حبيل الخضالل هي إحدى قرى عزلة حبيل جبر بمديرية حبيل جبر التابعة لمحافظة لحج، بلغ تعداد سكانها 45 نسمة حسب تعداد اليمن لعام 2004.